# هانکینسون (داکوتای شمالی)
هانکینسون(به انگلیسی: Hankinson) شهری در ایالت داکوتای شمالی کشور ایالات متحده آمریکا است که جمعیت آن در سرشماری سال ۲۰۱۰ میلادی، ۹۱۹ نفر بوده‌است.